# محمد بنيعيش
محمد بنيعيش هو كاتب مغربي، وأستاذ جامعي بكلية الآداب والعلوم الإنسانية في وجدة بالمغرب.

## سيرة ذاتية
محمد بنيعيش هو كاتب ودكتور مغربي من مدينة تطوان، وخريج جامعتي القرويين ومحمد الخامس، وحاصل على دكتواه الدولة بأطروحة: «معرفة النفس وتقويمها في الفكر الإسلامي».
عمل أستاذاً بكلية أصول الدين بمدينة تطوان المغربية، و حالياً يعمل لدى جامعة محمد الأول بمدينة وجدة.

## مؤلفاته
كتب محمد بنيعيش العديد من المقالات، كما ألف العديد من الكتب، وهي:
| عنوان الكتاب                                                   | عدد الصفحات | تاريخ الإصدار   | دار النشر                         | لغة الكتاب | الترقيم الدولي                      |
| -------------------------------------------------------------- | ----------- | --------------- | --------------------------------- | ---------- | ----------------------------------- |
| التصوف الإسلامي بين السنية والتطرف                             | 244 صفحة    | 08 أكتوبر 2015م | إصدار قنديل                       | العربية    | ISBN: 9789776324046 ASIN B078N5W49C |
| قضايا معاصرة محرجة - من منظور عربي إسلامي                      |             | 01 يناير 2015م  | إصدار قنديل                       | العربية    |                                     |
| أحكام النسب لحماية الأسرة في الإسلام                           | 160 صفحة    | 01 يناير 2007م  | دار الكتب العلمية                 | العربية    | 2745156349                          |
| البعد التوحيدي للذكر في الإسلام - الوسيلة والغاية              | 144 صفحة    | 01 يناير 2007م  | دار الكتب العلمية                 | العربية    | 9782745157683                       |
| الطريقة القادرية البودشيشية: شيخ ومنهج وتربية                  | 145 صفحة    | 1999م           | Universit&eacute; d'Indiana       | العربية    |                                     |
| حجاب المرأة وخلفيات التبرج في الفكر الإسلامي                   | 184 صفحة    | 17 أبريل 2007م  | دار الكتب العلمية                 | العربية    | 2745156306                          |
| رهان الأرواح في صحبة قطب الصلاح الشيخ سيدي حمزة القادري بودشيش | 51 صفحة     |                 |                                   | العربية    |                                     |
| المحددات النفسية للسلوك الإنساني عند الغزالي                   | 138 صفحة    | 01 يناير 2011م  | الأكاديمية الحديثة للكتاب الجامعي | العربية    |                                     |
| قضايا سلفية بين الغزالي وبن تيمية                              | 173 صفحة    | 2008م           | القاهرة: دار غراب للنشر والتوزيع  | العربية    |                                     |
| التجديد في دراسة علم التوحيد                                   | 184 صفحة    | 01 يناير 2007م  | دار الكتب العلمية                 | العربية    | 9782745156358                       |
| الفكر السلوكي عند ابن حزم الأندلسي: منهجية وآفاق               | 166 صفحة    | 2008م           | دار غراب للنشر والتوزيع           | العربية    |                                     |